# Guy Clark
Guy Charles Clark (Monahans, 6 novembre 1941 – Nashville, 17 maggio 2016) è stato un cantautore e liutaio statunitense.
Tra i massimi esponenti della musica country, Guy Clark ha scritto diversi classici del genere che sono stati poi interpretati da numerosi artisti, come Willie Nelson, George Strait, Johnny Cash, Ricky Skaggs, Jerry Jeff Walker e numeorsi altri.
Egli è stato anche un liutaio. Ha inoltre collaborato con altri artisti rinomati del genere country, come Townes Van Zandt e Steve Earle.
Nel 2014 ha vinto un Grammy Award nella categoria album folk per My Favorite Picture of You.
Muore il 17 maggio 2016 all'età di 74 anni nella sua abitazione a Nashville in seguito a complicanze di una lunga malattia.

## Discografia

### Album
- 1975 - Old No. 1 (RCA Victor Records)
- 1976 - Texas Cookin' (RCA Records)
- 1978 - Guy Clark (Warner Bros. Records)
- 1979 - On the Road Live (Warner Bros. Records) Live
- 1981 - The South Coast of Texas (Warner Bros. Records)
- 1982 - The Best of Guy Clark (RCA International Records)
- 1983 - Better Days (Warner Bros. Records)
- 1983 - Guy Clark – Greatest Hits (RCA Records)
- 1988 - Old Friends (Sugar Hill Records)
- 1992 - Boats to Build (Asylum Records)
- 1995 - Dublin Blues (Asylum Records)
- 1997 - Keepers - A Live Recordings (Sugar Hill Records) Live
- 1999 - Cold Dog Soup (Sugar Hill Records)
- 2001 - Together at the Bluebird Cafe (American Originals Records) Live con Townes Van Zandt e Steve Earle
- 2002 - The Dark (Sugar Hill Records)
- 2006 - Workbench Songs (Dualtone Records)
- 2007 - Live from Austin TX (New West Records) Live
- 2009 - Somedays the Song Writes You (Dualtone Records)
- 2011 - Songs and Stories (Dualtone Records)
- 2013 - My Favourite Picture of You (Dualtone Records)